# Akon (Lied)
Akon ist ein Lied des deutschen Rappers Jazeek, das im März 2025 erschien und bereits vor seiner Singleauskopplung im Folgemonat zum Nummer-eins-Hit avancierte.

## Entstehung und Veröffentlichung
Geschrieben wurde das Lied vom Interpreten Jacek Savic (Jazeek) selbst, zusammen mit den Koautoren Jules Kalmbacher, Manuel Mayer (Menju) und Jens Schneider. Dabei war Jazeek für den Text und die Koautoren für die Komposition zuständig. Darüber hinaus zeichneten alle Koautoren auch für die Produktion verantwortlich.
Die Erstveröffentlichung von Akon erfolgte am 28. März 2025 bei Ninetynie Music, als Teil von Jazeeks dritten Studioalbum Most Valuable Playa (Katalognummer: 0602475973119). Am 8. April 2025 erschien das Lied als zehnte Singleauskopplung aus dem Album. Diese erschien als digitale 2-Track-Single mit der Albumversion und einem sogenannten „Afro House Remix“ zum Download und Streaming. Drei Tage später erschien ein Remix von Niklas Dee als digitaler Einzeltrack.

## Inhalt
Akon ist ein Lied, das von einer lebhaften Partystimmung geprägt sei. Der Text beschreibe eine aufregende Nacht voller Musik, Tanz und Leidenschaft. Jazeek rappt über eine Frau, die seinen Lebensstil und seine Musik schätzt, und vergleicht die Atmosphäre der Nacht mit der Hitze von Los Angeles und San Diego. Der Liedtitel ist eine Hommage an den US-amerikanisch-senegalesischen Künstler Akon.
Musikalisch zeichnet Akon durch eingängige Beats, Auto-Tune-Effekte und eine Mischung aus modernem R&B und Trap-Elementen aus.

## Musikvideo
Das Musikvideo zu Akon entstand unter der Regie von Lucca Mille und feierte seine Premiere am 2. April 2025 auf der Videoplattform YouTube. Es zeigt Jazeek in einer glamourösen Club-Atmosphäre, begleitet von tanzenden Frauen und einer energiegeladenen Party-Szenerie. Das Video unterstreicht die Thematik des Songs und wurde von Fans für seine hochwertige Produktion gelobt. Bis August 2025 zählte das Video über 11 Millionen Aufrufe auf YouTube.

## Kommerzieller Erfolg

### Chartplatzierungen
Akon stieg am 11. April 2025, in der Woche der Singleveröffentlichung, auf Platz eins der deutschen Singlecharts ein und avancierte damit zu Jazeeks erstem Nummer-eins-Hit in seiner Karriere. Für die beiden Autoren Kalmbacher und Schneider ist es nach Twenty4tims I Don’t Care (Februar 2024) der zweiten Nummer-eins-Hit. Darüber hinaus erreichte es auch die Chartspitze der deutschsprachigen Singlecharts. In Österreich und der Schweiz erreichte es je mit dem vierten Rang die Top 10 der Charts.
| ChartsChartplatzierungen | Höchstplatzierung | Wochen |
| ------------------------ | ----------------- | ------ |
| Deutschland (GfK)        | 1 (… Wo.)         | …      |
| Österreich (Ö3)          | 2 (… Wo.)         | …      |
| Schweiz (IFPI)           | 4 (17 Wo.)        | 17     |

### Auszeichnungen für Musikverkäufe
| Land/Region        | Auszeichnungen für Musikverkäufe (Land/Region, Auszeichnung, Verkäufe) | Verkäufe |
| ------------------ | ---------------------------------------------------------------------- | -------- |
| Deutschland (BVMI) | Gold                                                                   | 300.000  |
| Insgesamt          | 1× Gold ·                                                              | 300.000  |